# Rarara
Rarara – trzeci singel polskich raperów Kabe oraz Miszela z ich wspólnego albumu studyjnego, zatytułowanego Złote przeboje. Singel został wydany 22 listopada 2022.
Nagranie otrzymało w Polsce status podwójnie platynowego singla, przekraczając liczbę 100 tysięcy sprzedanych kopii.

## Geneza utworu i historia wydania
Utwór napisali i skomponowali Bartosz Krupka, Michał Łusiak i Dawid Stebelski, który również odpowiada za produkcję utworu.
Singel ukazał się w formacie digital download 22 listopada 2022 w Polsce za pośrednictwem wytwórni płytowej QueQuality w dystrybucji e-Muzyka. Piosenka została umieszczona na wspólnym albumie studyjnym Kabe i Miszela – Złote przeboje.

## Teledysk
Do utworu powstał teledysk, który udostępniono w dniu premiery singla za pośrednictwem serwisu YouTube.

## Lista utworów
- Digital download[2]

1. „Rarara” – 2:31

## Notowania
| Kraj   | Lista (2022–23)          | Najwyższa pozycja |
| ------ | ------------------------ | ----------------- |
| Polska | Billboard Poland Songs   | 2                 |
| Polska | OLiS – single w streamie | 10                |

| Kraj   | Lista (2023)             | Pozycja |
| ------ | ------------------------ | ------- |
| Polska | OLiS – single w streamie | 70      |

## Certyfikaty
| Kraj          | Certyfikat         | Sprzedaż |
| ------------- | ------------------ | -------- |
| Polska (ZPAV) | 2× platynowa płyta | 100 000+ |